# 別廖佐夫斯基 (斯維爾德洛夫斯克州)
56°54′41″N 60°47′35″E / 56.9114°N 60.7931°E
別廖佐夫斯基（俄语：Берёзовский）是俄羅斯斯維爾德洛夫斯克州南部的一個城市，位於葉卡捷琳堡東北13公里。2002年人口46,744人。
1752年因發現黃金而開埠。1938年建市。